# Росс Матесон (тенісист)
Росс Матесон (англ. Ross Matheson; нар. 27 травня 1970) — колишній британський тенісист.
Найвищу одиночну позицію світового рейтингу — 241 місце досяг 12 червня 1995, парну — 216 місце — 28 серпня 1995 року.
Найвищим досягненням на турнірах Великого шолома було 2 коло в парному розряді.

## Титули на челленджерах

### Одиночний розряд: (1)
| Ранг | Рік  | Турнір                    | Покриття | Суперник у фіналі | Рахунок у фіналі |
| ---- | ---- | ------------------------- | -------- | ----------------- | ---------------- |
| 1.   | 1994 | Бристоль, Велика Британія | Трава    | Арне Томс         | 6–3, 6–4         |

### Парний розряд: (1)
| Ранг | Рік  | Турнір      | Покриття | Партнер     | Суперники у фіналі           | Рахунок у фіналі |
| ---- | ---- | ----------- | -------- | ----------- | ---------------------------- | ---------------- |
| 1.   | 1995 | Бронкс, США | Тверде   | Джеймі Гомс | Стівен Даунс Джеймс Грінхелг | 6–3, 5–7, 6–3    |